# うたってあそぼ! NEWえかきうた
「うたってあそぼ! NEWえかきうた」（うたってあそぼ! ニューえかきうた）は、キングレコードから発売された井上かおりのコンピレーション・アルバム。2005年10月26日発売。

## 収録曲
- 1.みみずが いっぴき（りんご）
- 2.おやまが ひとつ（チューリップ）
- 3.ちいさな パンと（ねこ）
- 4.おおきな おやまに（かめ）
- 5.やさいばたけに（ちょうちょう）
- 6.ぐるぐる ぐるぐる（かたつむり）
- 7.うえきばちに（かに）
- 8.パンやさんに ならんでる（いぬ）
- 9.ちいさな たまご（あかとんぼ）
- 10.まあるい たねに（ことり）
- 11.へびの ぼうやが（ペンギン）
- 12.おもちが プクプク（ぞう）
- 13.たまごが コロコロ（ロケット）
- 14.ぼうの さきに（ひまわり）
- 15.こいぬの コロちゃん（パンダ）
- 16〜30.カラオケ